# Ralph Reese
Ralph Reese (né le 19 mai 1949 à New York) est un dessinateur de bande dessinée et illustrateur américain.

## Prix
- 1974 : Prix Shazam du meilleur encreur humoristique
- 1975 : Prix Shazam du meilleur encreur humoristique